# Tomás de Kempis
Tomás de Kempis CRSA  (en alemán: Thomas von Kempen; en neerlandés: Thomas van Kempen) (Kempen, c. 1380
-Zwolle, 25 de julio de 1471) fue un canónigo agustino alemán-neerlandés del siglo XV, autor de la Imitación de Cristo, una de las obras de devoción cristiana más conocidas desde entonces.
Fue miembro de la devotio moderna, un movimiento espiritual durante la Baja Edad Media, y seguidor de Gerardo Groote y Florens Radewijns, los fundadores de los Hermanos de la Vida Común.
La Imitación de Cristo, redactada anónimamente en latín para la vida espiritual de los monjes y frailes, ha tenido una amplia difusión entre los miembros de la Iglesia católica. Algunos importantes autores de espiritualidad cristiana le han dado gran relieve, como Teresa de Lisieux, Bossuet, Juan Bosco y el Hermano Pedro entre otros. Si bien la autoría de esta obra fue ampliamente contestada por autores posteriores, en la actualidad se tiene como histórica su atribución a Tomás de Kempis, para algunos inspirado en las obras del místico flamenco Jan van Ruusbroec (beato Rusbroquio, muerto en 1381). La Iglesia anglicana lo considera santo.
La Iglesia católica conmemora su festividad el 30 de agosto. 

## Biografía
Tomás, cuyo nombre era Thomas Hemerken, Thomas Hämerken o Thomas van Kempen, nació en la ciudad de Kempen, al noroeste de Colonia, Alemania, en 1380 y murió en Zwolle, al noreste de Ámsterdam, en 1471. Hijo de artesanos, su apellido paterno era Hemerken o Hämmerlein, que en castellano significa "pequeño martillo". Su hermano mayor, Johannes, fue enviado por sus padres a estudiar a la ciudad neerlandesa de Deventer cuando tenía doce años. En 1395 sería su turno y el muchacho, que esperaba encontrar en Deventer a su hermano mayor, descubrió con sorpresa que Johannes había entrado en la orden monacal de los agustinos. Comenzó entonces sus estudios a los 13 años en un centro dirigido por una asociación conocida como los Hermanos de la Vida Común que practicaban lo que conocían como la "devoción moderna". Llegó a ser un experto copista, una de las profesiones de la época previas a la proliferación de la imprenta y en general del dominio de los monjes, con lo que pudo sostenerse económicamente. La convivencia con la Asociación de los Hermanos de la Vida Común hizo que Tomás siguiera los pasos de su hermano Johannes hacia la vida religiosa y de esta manera pidió ingresar en el Convento Agustino de Monte de Santa Inés (Agnettenberg) cerca de Zwolle. En aquel lugar su hermano era ya el prior. Aunque fue acogido por la comunidad, no se le permitió ir a Monte de Santa Inés como esperaba, sino que se le pidió que permaneciera más tiempo en Deventer para terminar sus estudios. Deventer era por entonces el centro más importante de espiritualidad en Holanda y, según Vincent Scully, foco y centro del revivir del fervor cristiano en la Holanda del siglo XIV a la manera de "los primeros cristianos de Jerusalén y Antioquía". Tomás estaría en dicha ciudad por siete años, tiempo en el cual terminó sus estudios de humanidades.

## Vida religiosa

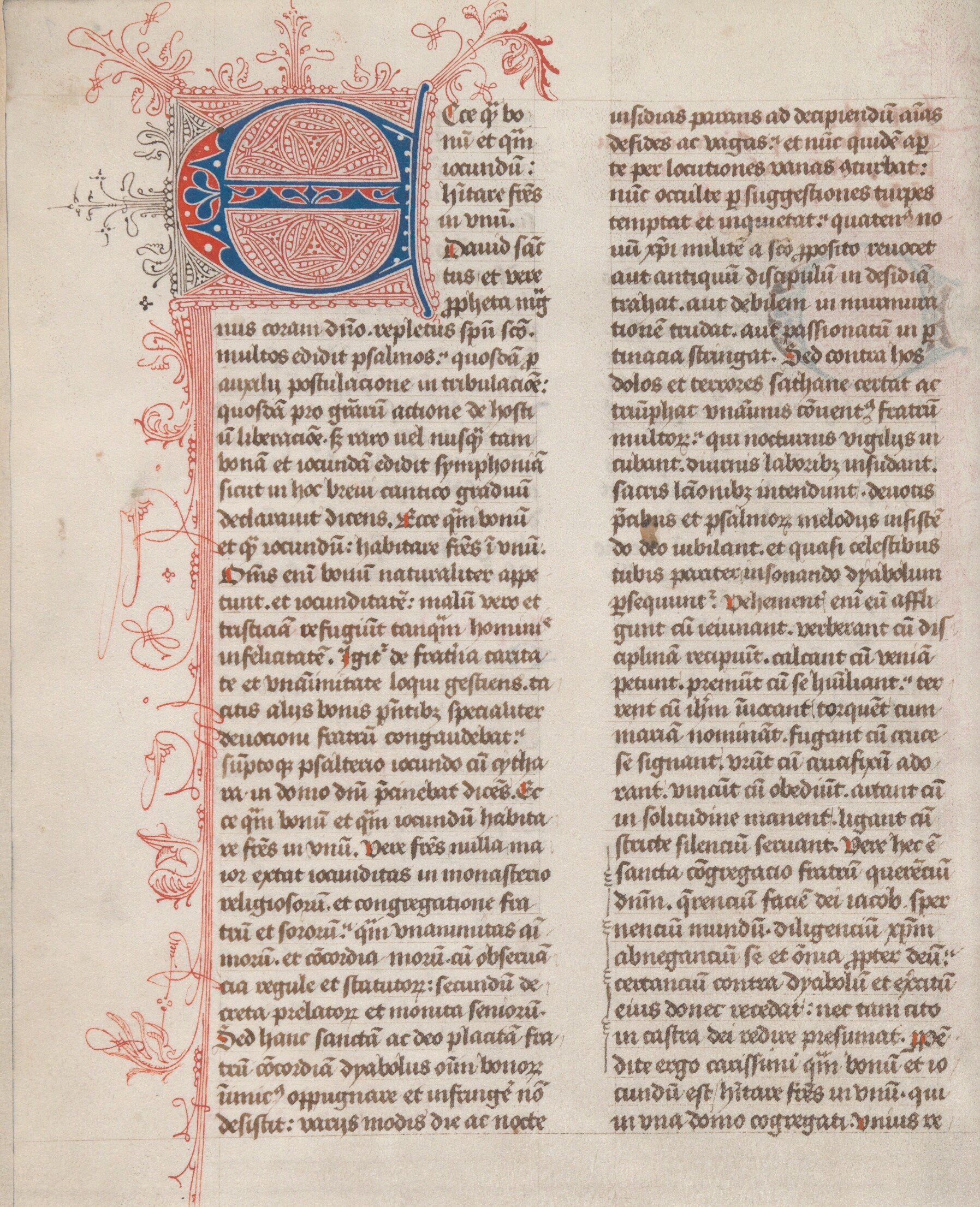
Manuscrito de la obra de Kempis publicado en 1475.

En Deventer, Tomás no solo terminó sus estudios de humanidades, sino que adquirió perfil como autor de grandes obras de devoción y espiritualidad cristiana. Tras un breve período en tal menester pidió a sus superiores pasar al Convento de Agnettenberg, en Windesheim, donde estaba su hermano. Dicho convento, que albergaría la rama clerical del movimiento conocido como Hermanos de la Vida Común, estaba aún a medio edificar al llegar Tomás. Al encargársele que lo terminara, los trabajos requirieron algunos años y, asimismo, el aplazamiento de su período de noviciado hasta 1406. Las obras del convento, ampliamente documentadas, fueron la única razón del retraso, y no como algunos sugieren --para objetar la autoría de sus obras-- que Kempis fuera hombre de poca inteligencia. Antes bien, mereció ser ordenado sacerdote en 1413 y subprior en 1429. El Convento experimentó un período de dificultades debido al rechazo papal de la elección de Rudolph von Diepholt como obispo de Utrecht; en tal ocasión, los monjes fueron desterrados de Agnettenberg entre 1429 y 1432.
Pero en general la vida de Tomás transcurría plácidamente entre los ejercicios de ascesis y los  escritos devocionales, las lecturas y su actividad como copista. Copió la Biblia cuatro veces, una de ellas en cinco volúmenes que se conservan en Darmstadt. En su sabia enseñanza abundan las citas bíblicas y patrísticas. Su dedicación a la enseñanza de novicios y jóvenes influye en el estilo sencillo y pedagógico de su obra, por tanto siempre actual.

## Obra

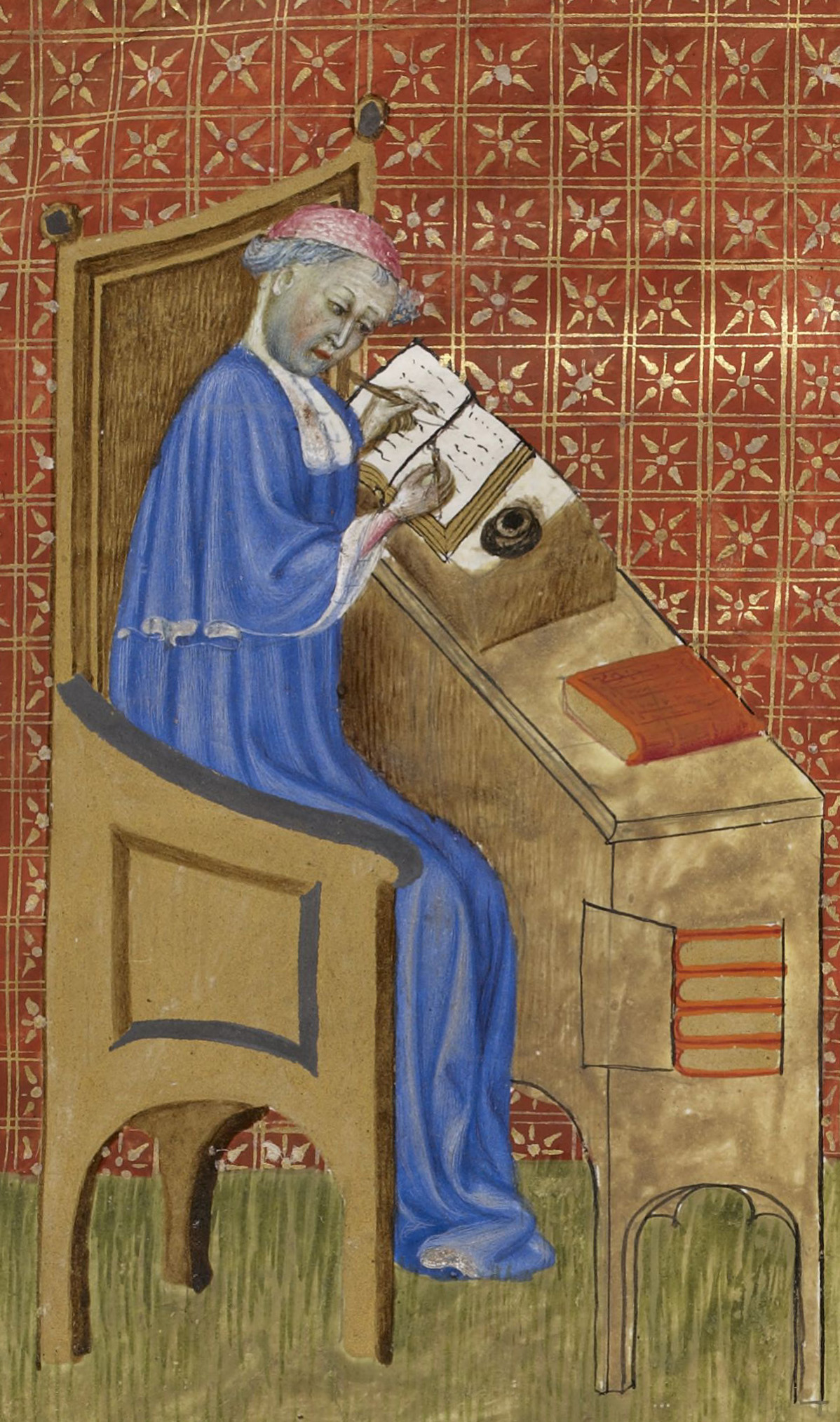
Los monjes copistas medioevales eran las "editoriales" de entonces. Tomás de Kempis fue uno de estos hombres que dedicó su vida a elaborar volúmenes de las obras más importantes. Él solo hizo cuatro copias de la Biblia.

Tomás pertenece a esa escuela mística que se difunde especialmente en el norte de Europa, de Suiza a Holanda. Fue un seguidor de Geert Groote y Florentius Radewijns, fundadores de los Hermanos de la Vida Común. Sus escritos son de carácter devocional e incluyen meditaciones, cartas, sermones, así como una Vida de Santa Ludvina para ejemplo de virtud en la adversidad. Escribió asimismo las biografías de Groote, Radewijns y nueve de sus compañeros. Todas sus obras, en especial la Imitatio Christi, están inspiradas por el espíritu ascético y místico que le inspira el amor a Cristo.

## Pensamiento

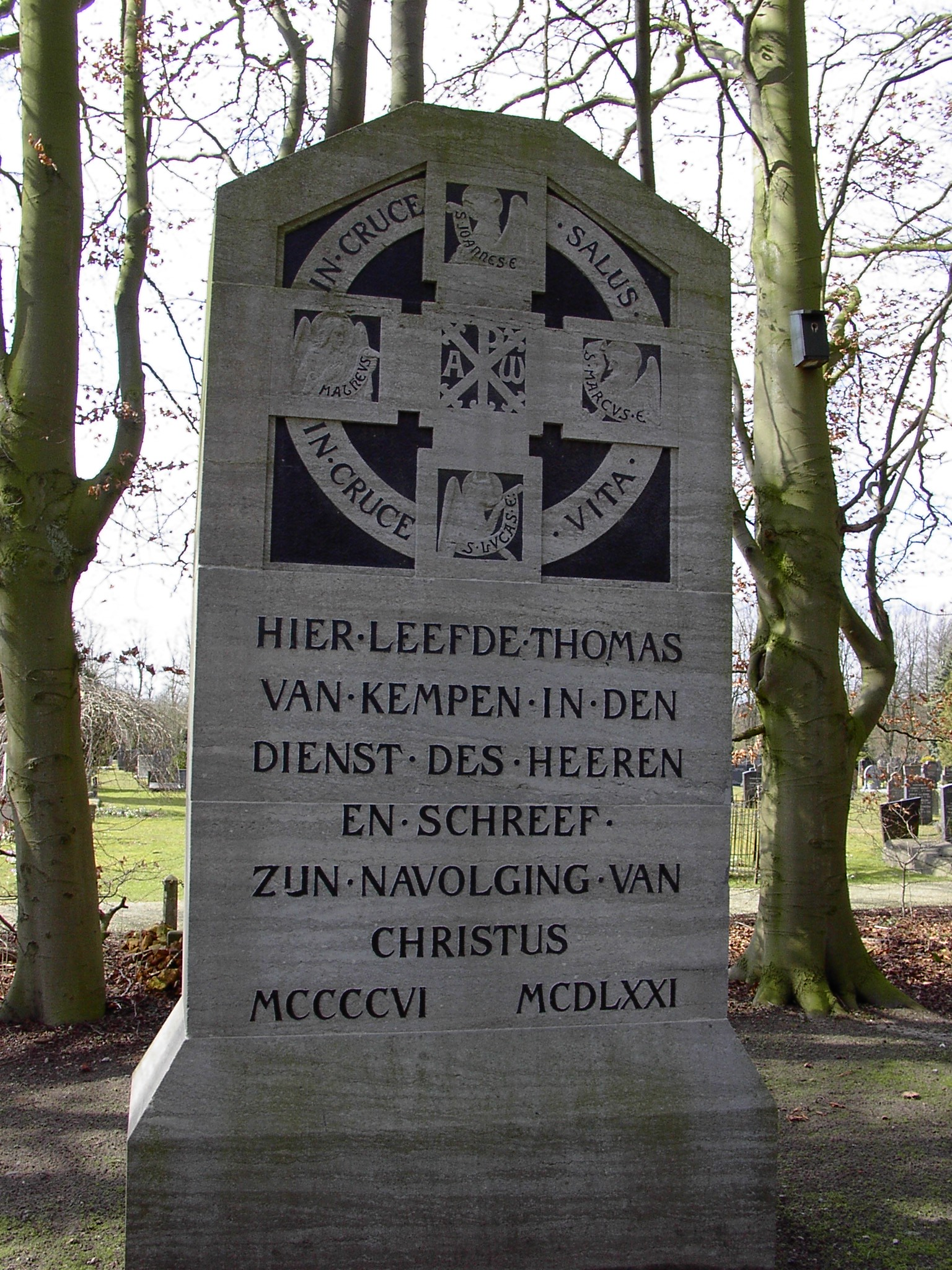
Monumento en Monte Santa Inés en Zwolle.

He aquí algunas de las sentencias que se le atribuyen:
- "In omnibus requiem quaesivi, et nusquam inveni nisi in angulo cum libro"

(Por doquiera busqué la paz, sin hallarla más que en un rincón y con un libro).
- "Seguramente que el día del juicio no se nos va a preguntar qué noticias curiosas leímos, sino qué obras buenas hicimos".[7]
- "Pero si en todo buscas a Jesús, de seguro hallarás a Jesús".[8]

## Libros
- La Imitación de Cristo.
- Verdadera Sapienza (Vera Sapentia).
- Sermones a los Novicios Regulares, publicado en Londres, 1907.
- Oraciones y Meditaciones sobre la Vida de Cristo, publicado en Londres, 1904.
- La Encarnación y Vida de Nuestro Señor Jesucristo, publicado en Londres, 1907.
- Vida de Santa Lydwine, Virgen (Tomás fue el editor de la obra).

## Causa de beatificación
Existen testimonios históricos de la vida espiritual de Tomás de Kempis que lo pusieron como candidato a ser beatificado por parte de la Iglesia católica. Sus restos fueron trasladados del Claustro de Agnettenberg, destruido durante la Reforma Protestante, a la Iglesia de San Miguel en Zwolle en donde permanecen en la actualidad. El obispo de Colonia, Maximiliano Hendriken, fue el primero en interesarse en la causa de beatificación del monje agustino, pero con el paso de los siglos la causa cayó en el silencio.

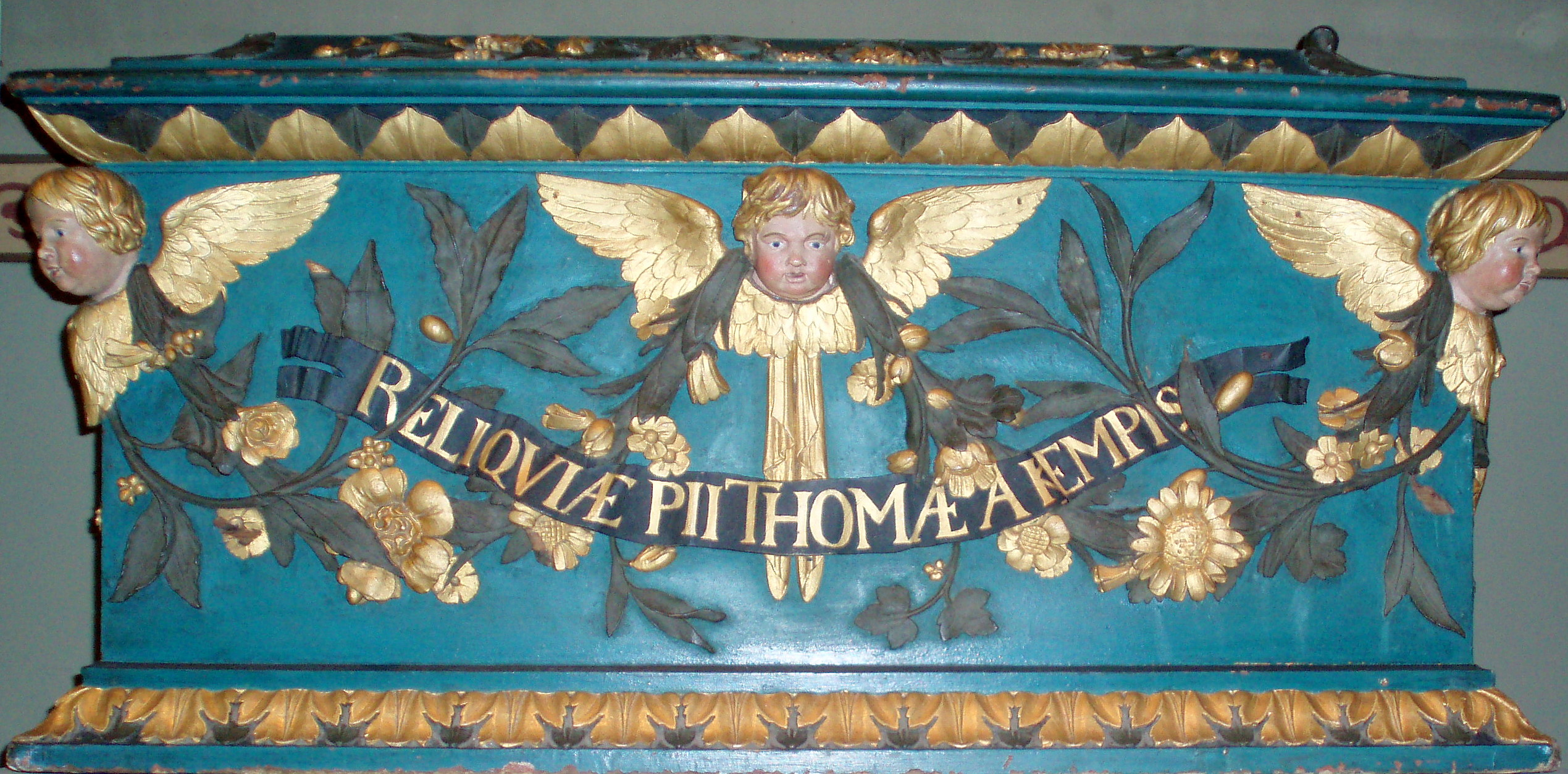
El relicario con las reliquias de Tomás de Kempis en cuya iglesia hay escrito: HONORI, NON MEMORIAE THOMAE KEMPENSIS, CUJUS NOMEN PERENNIUS QUAM MONUMENTUM

[cita requerida]

## LaImitación de Cristo
Según muchas fuentes, la obra principal de Tomás de Kempis, la Imitación de Cristo, ha sido el libro católico más editado del mundo después de la Biblia. Fue escrito durante todo el tiempo de su vida y es muy posible que haya sido el material con el cual el autor enseñaba a sus jóvenes pupilos en Monte Santa Inés. La obra se divide en cuatro libros, así:
- Libro I: Consejos útiles para la vida espiritual.
- Libro II: Exhortaciones a vivir vida interior.
- Libro III: De la consolación interior.
- Libro IV: Del Sacramento del Altar.

Sin embargo, la autoría del libro fue discutida por siglos. Si Tomás de Kempis escribía para sus pupilos, es probable que no estuviese interesado en publicarlo. Estos serían tan solo sus "apuntes de clase". La primera publicación real del libro tuvo lugar en 1418 y apareció en forma anónima. Desde ese momento adquirió una gran popularidad que los siglos no menguarían. En las innumerables copias que comenzaron a hacerse, se pusieron fortuitamente autores diversos, todos personajes de gran talla espiritual, incluido su hermano.

### Polémica por la autoría
Pero la obra tendría que luchar por siglos a causa de su autor. Dos siglos después de la muerte de Tomás y aunque su nombre había vencido las suposiciones autoriales de los copistas, un grupo de intelectuales puso en duda su autoría y se propusieron otros nombres de la época. Acaso un hombre de virtudes tan humildes, silencioso en su trato, desinteresado de las cosas del mundo, no podía ser concebido como el cerebro de una obra de las proporciones de la Imitación de Cristo. La obra misma lo dice: "No son los discursos profundos los que santifican a una persona, sino la vida virtuosa" y más adelante: "Con lo cual debe estar tan contento y alegre, que con tanto gusto quiere ser el más pequeño como otro quisiera ser el más grande, y ocupar el último lugar tan satisfecho y tranquilo como si el primero ocupase, y con tanto gusto ser despreciable y humilde, sin fama alguna ni renombre, como si fuese el más grande y famoso del mundo". Del autor de semejantes pensamientos no se podía entonces esperar a uno que pusiera o se preocupara de poner su nombre en letras de oro. No era todavía la edad del Derecho de Autor. La polémica atrajo estudiosos de todo tipo que trataron de resolver la incógnita sobre el misterioso autor. Las conclusiones del siglo XX, los análisis del estilo literario y algunas pruebas, dieron como resultado que la mayoría de las probabilidades apuntan a Tomás de Kempis como autor de la Imitación de Cristo. Según las observaciones de V. Scully en defensa de la autoría de Kempis se encuentran las siguientes pruebas:
- Varias personalidades de la época atestiguan que el libro es suyo, especialmente frailes de su mismo Convento de Monte Santa Inés.
- Se tiene un códice de 1441 firmado por Kempis y que se conserva en la Biblioteca Real de Bruselas.
- La identidad de estilo, según argumenta Sir Francis Cruise.[14] En este sentido, el estudioso hizo una comparación con las demás obras de Kempis y no encontró ningún elemento disonante, es decir, las obras son completamente hermanas, hijas de un mismo autor.
- La obra corresponde auténticamente al ambiente místico del Convento de Monte Santa Inés sobre Winddesheim.
- Las fuentes a las que recurre la Imitación de Cristo son la Biblia y los Padres de la Iglesia, fuentes preferidas por Tomás de Kempis.

## Pensadores formados en la escuela de "La imitación de Cristo"

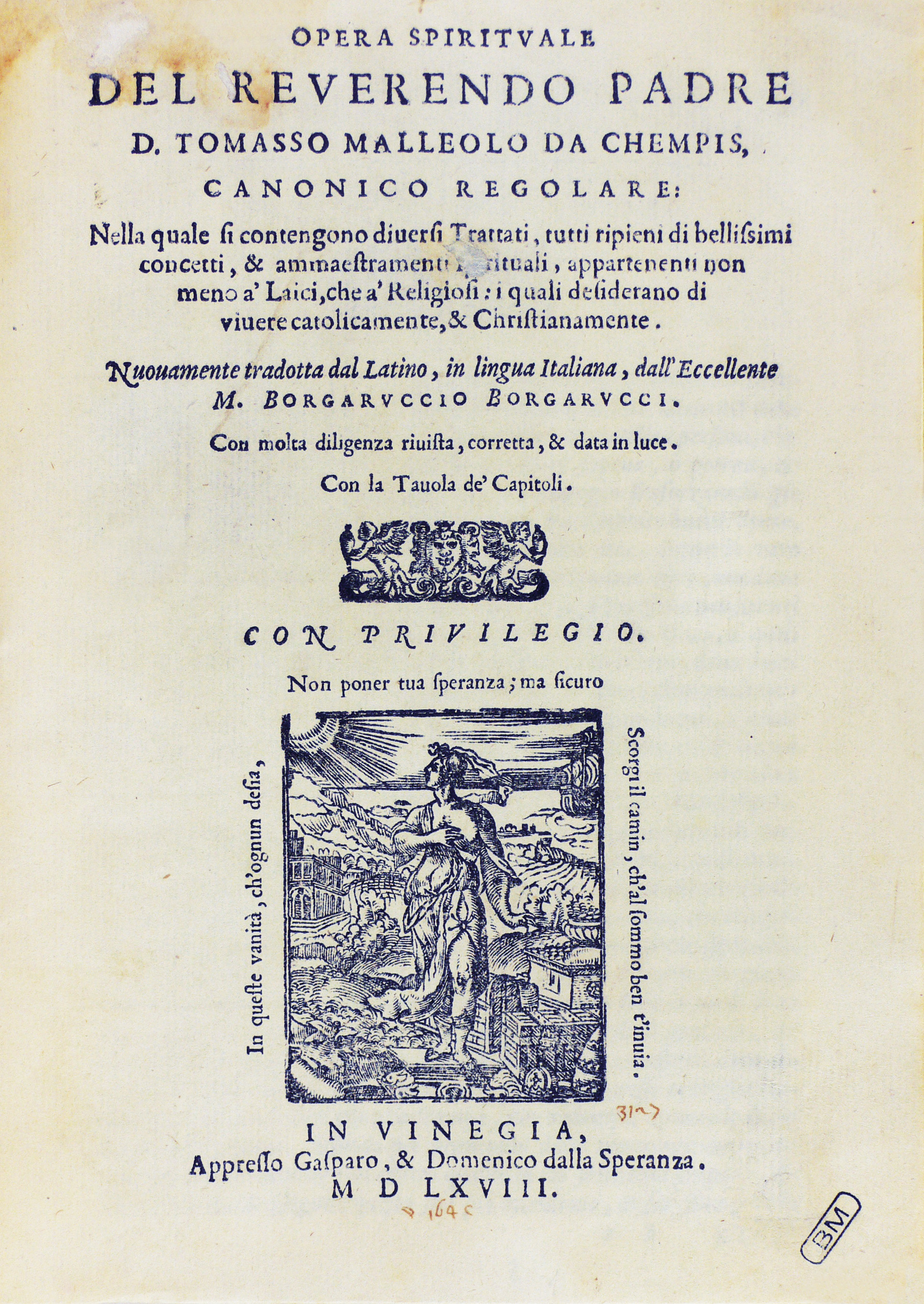
Opera spirituale, 1568.

- Agustín Magaña Méndez: sacerdote, traductor de la Sagrada Biblia y otras obras eclesiásticas, y profesor de lenguas e historia.

Tratar de quitar este libro valiosísimo de las manos del pueblo, si no es crimen, es locura.

- Bossuet: Bossuet definía el libro como el "quinto evangelio" para indicar la importancia que el intelectual y predicador francés le daba dentro del conjunto de la literatura cristiana.
- Juan Bosco: el santo de Turín estuvo bastante influenciado por el devocionario de Kempis y escribió de él:

En mi juventud leí la "Imitación de Cristo" y me quedé admirado al darme cuenta de que este libro trae más enseñanzas en una sóla página que los libros vernáculos en varios volúmenes. A este precioso libro debo el haberle tomado gusto a la lectura de libros espirituales y el haber dejado de leer libros vernáculos

- Teresa de Lisieux: Entre los más ilustres pensadores que se consideran alumnos de "La imitación de Cristo" se encuentra santa Teresa de Lisieux, Doctora de la Iglesia según la perspectiva católica y mística carmelita francesa. La composición literaria del monje agustino es de hecho pieza clave para comprender plenamente la figura de la monja carmelita. Fue este texto medieval sobre el que desarrolló su primera formación antes de entrar en contacto con la mística de santa  Teresa de Ávila y san Juan de la Cruz. Teresa era ya asidua lectora del devocionario desde su adolescencia y conocía de memoria varios pasajes del mismo.
- El mismo Voltaire, no creyente, reconocía los méritos singulares de la obra que se impuso en los siglos como una obra maestra de la literatura ascética.
- El libro ha sido apreciado por diferentes pontífices, entre ellos, el más destacado fue el papa Juan XXIII que inspiraba sus decisiones y palabras en la asidua lectura del libro.

El libro llegó a tal importancia dentro de la mística espiritual católica, que para muchos fue una especie de manual de consulta que guiaba las circunstancias que vivían.

## Una respuesta al intelectualismo medieval
En general, la obra de Kempis aparece como respuesta al espíritu intelectualista de su época y al misticismo como una opción. De esta manera, Kempis subraya la perfección evangélica y presenta a Jesucristo como el único modelo de auténtico conocimiento:

"No podemos confiarnos mucho en nosotros mismos porque frecuentemente nos faltan el buen juicio y la gracia

El antiintelectualismo medieval toma como modelo la figura del rey Salomón, quien habla de la "vanidad de vanidades" (hebel hebalim) y que presenta el conocimiento auténtico como el temor al Creador. Por tanto, toda ciencia que no se funde en la contemplación de lo divino, es vista como vanidad, entendida esta como en confiar en las cosas del mundo:

"Quien se apega a las criaturas, se marchitará juntamente con ellas, porque la criatura es efímera y quebradiza."".

 Obviamente, Kempis escribió exclusivamente para monjes de vida contemplativa; es decir, dentro del contexto del monaquismo, algo que debe tener en cuenta todo análisis actual acerca de su postura medieval antiintelectualista.